# Michael Vibe
Michael Vibe, född den 24 december 1627 i Lund, död den 1 maj 1690 i Köpenhamn, var en dansk ämbetsman, son till biskop Mads Jensen Medelfar, systerson till diplomaten Peder Vibe, far till ämbetsmannen Ditlev Vibe.
Vibe, som upptog moderns släktnamn, studerade nästan oavbrutet i utlandet 1646-63 statsvetenskap och fick åt sig uppdragen kronprins Fredriks uppfostran 1678. Han adlades 1679 och fick 1682 säte i konseljen samt blev 1683 vice kansler och justitiarius i Højesteret. Som en av Kristian V:s gunstlingar utövade han stort inflytande.